# Катастрофа Як-40 в Ханты-Мансийске
Катастрофа Як-40 в Ханты-Мансийске — авиационная катастрофа, произошедшая субботним вечером 26 октября 1996 года в Ханты-Мансийском аэропорту. Авиалайнер Як-40К авиакомпании «Тюменьавиатранс» завершал регулярный внутренний рейс по маршруту Тюмень — Ханты-Мансийск, но при заходе на посадку в Ханты-Мансийском аэропорту в сложных погодных условиях лайнер отклонился от курса влево и снизился ниже глиссады. Вскоре экипаж произвёл посадку на вертолётные площадки, но при пробеге лайнер столкнулся с тремя вертолётами Ми-8Т авиакомпании «Тюменьавиатранс» и разрушился. Из находившихся на его борту 37 человек — 33 пассажиров и 4 членов экипажа, погибли 5, выжили 32.

## Самолёт
Як-40К с бортовым номером СССР-88257 (заводской — 9711252) был собран на Саратовском авиационном заводе 12 марта 1977 года и вскоре был передан Министерству гражданской авиации СССР («Аэрофлот»). После распада СССР лайнер перешёл в авиакомпанию «Тюменьавиатранс», где он получил бортовой номер RA-88257. Всего на момент катастрофы 19-летний лайнер имел 21 795 часов налёта и 16 947 циклов «взлёт-посадка».

## Экипаж
Состав экипажа был таким:
- Командир воздушного судна (КВС) — Валерий Константинович Табаченко;
- Второй пилот — Валерий Купреев;
- Бортмеханик — Валерий Михайлович Игуменьщев;

В салоне авиалайнера работал бортпроводник (имя неизвестно).

## Катастрофа
26 октября 1996 года с ВПП Ханты-Мансийского аэропорта с 33 пассажирами и 4 членами экипажа вылетает Як-40К борт RA-88257, летящий из Тюмени в Ханты-Мансийск. Всего на его борту находились 37 человек: 33 пассажира и 4 члена экипажа.
Экипаж получил разрешение на заход на посадку по ОСП и информацию о фактической погоде, предусматривающую нижнюю границу облачности 400 метров и горизонтальную видимость 5 300 м. Однако в процессе захода на посадку произошло ухудшение видимости вследствие начавшегося снежного заряда, в который самолёт попал на предпосадочной прямой. На удалении 3 300 м до ВПП самолет пересек осевую линию ВПП и начал смещаться влево. В 195 метрах левее и в 950 метрах перед торцом ВПП были расположены вертолётные площадки, яркость огней которых была существенно выше, чем огней ВПП. В условиях ночи и ухудшенной видимости из-засильного ливневого снегопада экипаж ошибочно принял вертолётные площадки за рабочую ВПП. На высоте около 120 м, находясь на удалении 2 840 м до ВПП (1 800 м до вертолётных площадку), самолёт уклонился влево от линии посадочного курса на 60 метров и находился ниже глиссады на 30 метров. В дальнейшем снижении экипаж, приняв огни вертолётных площадок за ИВПП, выполнил S-образный маневр и выровнял курс полета относительно продольной оси стоянок.
С недолётом до торца ВПП 950 метров и левее ее оси на 159 метров экипаж на скорости 190 км/ч произвел посадку на вертолётные площадки. В процессе пробега экипаж увидел препятствия и для предотвращения столкновения пытался отвернуть самолёт вправо, но малое расстояние и большая скорость движения не позволили избежать столкновения. Як-40 последовательно столкнулся с тремя вертолетами Ми-8Т (RA-22313, RA-25144, RA-25939, все принадлежали авиакомпании «Тюменьавиатранс») и разрушился. Первые два вертолёта разрушены, третий потерял хвостовую балку. В результате столкновения у Як-40 разрушена носовая часть и оторвана левая плоскость крыла. Всего на борту Як-40 погибли 5 человек из 37, на борту вертолётов никто не погиб. Фактическая видимость в условиях снегопада составляла 1 400 м, нижняя кромка облаков — 200 м

## Причины
Причиной катастрофы стало сочетание следующих факторов:
- отсутствие информации у экипажа об ухудшении видимости ниже минимума аэродрома в процессе захода на посадку;

- продолжение захода на посадку в условиях изменения погоды ниже минимума аэродрома по видимости;

- включение освещения вертолётных стоянок, значительно превышавшего по мощности огни ВПП, в условиях ограниченной видимости (снежный заряд), спровоцировавшее экипаж на ошибочное восприятие его за огни полосы при отсутствии возможности эффективного контроля за движением ВС после пролета ОПРС.